# Torgny Segerstedtsgatan, Göteborg
Torgny Segerstedtsgatan är en genomfartsgata belägen i stadsdelarna Älvsborg och Sandarna i västra Göteborg. Den är cirka 2,4 km lång och sträcker sig i öst-västlig riktning från Gnistängsmotet i nordost till Saltholmsgatan i sydväst, där den först korsar spårvagnsspåret. Spårvagnslinjen till och från Saltholmen löper utmed gatan i hela dess längd.  

## Historik
Torgny Segerstedtsgatan hette tidigare (1930-45) Älvsborgsvägen, vilket ansågs som mindre lämpligt, eftersom förväxling lätt kunde ske med Älvsborgsgatan.
Namnet Torgny Segerstedtsgatan fastställdes 1945 till minne av Torgny Segerstedt, som lämnade en professur i religionshistoria vid Stockholms högskola för att tillträda posten som huvudredaktör vid Göteborgs Handels- och Sjöfarts-Tidning (GHT) - en befattning som han hade livet ut.
Beslutet om namnändring föregicks av en diskussion, om det var lämpligt att hugfästa minnet av en så nyligen avliden person. "Denna gata leder mot väster, mot öppet hav och fritt vatten. Segerstedts gärning i frihetens tjänst, då våld och ofrihet hotade vårt folk, är så betydande, att hans minne redan nu bör hugfästas bland stadens gatunamn, oaktat hans levnad så nyss avslutats," var namnberedningens motivering.

## Gator uppkallade efter Torgny Segerstedt i norska städer
Samma år och mycket snart efter Norges befrielse gavs namnen "Torgny Segerstedts gate" i Halden och Torgny Segerstedts vei" i Oslo. Även de norska städerna Bergen (Fyllingsdalen), Bodø, Hamar, Moss, Namsos och Stavanger har hedrat Torgny Segerstedts minne genom att uppkalla gator efter honom.

## Övrigt
Viktbestämmelserna för bärighetsklass 1 (BK1) gäller på den övervägande delen av det allmänna vägnätet. Inom tätorter är det betydligt mer ovanligt med gator som klassas som BK1. Torgny Segerstedtsgatan är klassad som BK1 – det vill säga med en ovanligt hög bärighet.